# خلنج قرمزي
خلنج قرمزي (الاسم العلمي:Erica coccinea) هو نوع من النباتات يتبع جنس الخلنج من الفصيلة الخلنجية.